# Musée d'histoire naturelle de Leipzig

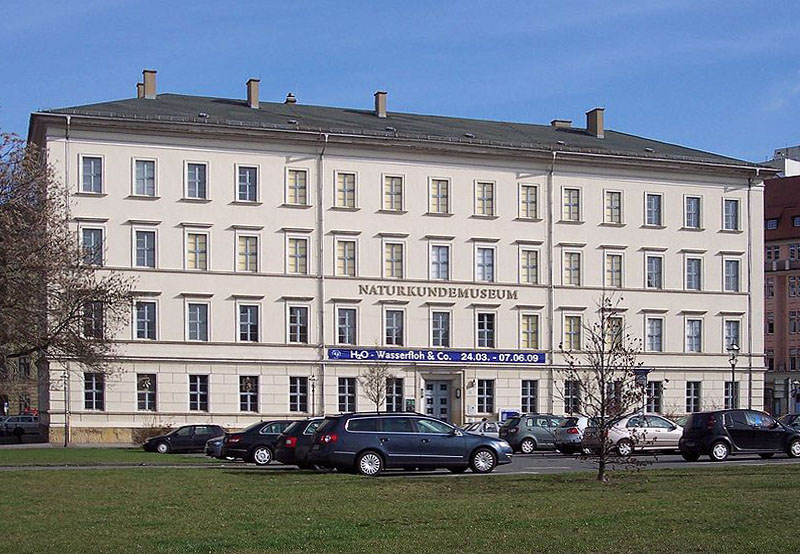
Façade du Musée

Le musée d'histoire naturelle de Leipzig (Naturkundemuseum Leipzig) est un musée d'histoire naturelle situé à Leipzig en Allemagne. Il a été fondé en 1906.

## Histoire
Le musée a été fondé le 3 mars 1906 par des membres de l'association des naturalistes de l'association des enseignants de Leipzig. Ses collections ont été installées en 1923 dans le bâtiment actuel construit en 1838 pour abriter l'École supérieure de Leipzig.
Il est administré par la ville de Leipzig depuis 1930 et porte son nom actuel depuis 1987.

## Collections
Le musée d'histoire naturelle de Leipzig abrite des collections géologiques, botaniques (issues en particulier de la collection d'Otto Fiedler et comprenant 20 000 spécimens notamment de Saxe), zoologiques (réputées pour ses mollusques, ses insectes et ses oiseaux) et archéologiques. Ses spécimens taxidermiques sont fameux dans la région. L'exposition permanente se présente dans des salles de 800 m2 au total et des expositions temporaires sont régulièrement organisées.
Le Musée est visité par plus de trente mille personnes par an.

## Source
- (de) Cet article est partiellement ou en totalité issu de l’article de Wikipédia en allemand intitulé « Naturkundemuseum Leipzig » (voir la liste des auteurs).